# Есбол (Индерский район)
Есбо́л (каз. Есбол, до 2007 года — Кула́гино) — село в Индерском районе Атырауской области Казахстана. Административный центр сельского округа Есбол. Находится на правом берегу реки Урал, на расстоянии примерно 22 км к юго-юго-западу (SSW) от посёлка Индерборский, административного центра района. Код КАТО — 234045100.

## История
Населённый пункт был основан в XVIII веке в связи со строительством укрепительной линии на нижнем Урале (см. Кулагина крепость). Станица Кулагинская входила в 3-й Гурьевский военный отдел Уральского казачьего войска. Население, помимо военных дел, занималось рыболовством и земледелием.
В 1900 году в станице действовала церковь, две школы и несколько торговых лавок.
По преданию, в полутора километрах на север от станицы на небольшой возвышенности находился «Маринкин городок» — место, где жила Марина Мнишек со своими приверженцами незадолго до своей поимки московскими стрельцами в 1614 г.
В 1930 году Кулагино — центр овцеводческого хозяйства, в 1935 году — центр Есболовского района Западно-Казахстанской области. В 1938 году в связи с постройкой[уточнить] Гурьева (ныне Атырау) вошел в состав Гурьевской области. До 1961 года центр района. В 1963 центр хозяйства «Казкаракуль» Главного управления каракулеводства Казахстана. В 1997 году созданы АО «Ербол», «Ариа» и другие.

## Население
В 1999 году население села составляло 4189 человек (2108 мужчин и 2081 женщина). По данным переписи 2009 года в селе проживало 4307 человек (2174 мужчины и 2133 женщины).

## Известные уроженцы
- Енбаева, Маржан (1924 — 8 июня 2015) — старшая табунщица колхоза имени Степана Разина Испульского района Гурьевской области Казахской ССР. Герой Социалистического Труда (1948).
- Сыдыханов, Абдрашит Аронович (1937—2011) — казахский и советский художник. Заслуженный деятель искусств Казахской ССР. Лауреат Государственной премии Республики Казахстан в области искусства.